# Csögle
Csögle là một thị trấn thuộc hạt Veszprém, Hungary. Thị trấn này có diện tích 16,91 km², dân số năm 2010 là 650 người, mật độ 38 người/km².